# Chiquinha Gonzaga (phim truyền hình)
Chiquinha Gonzaga là một bộ phim truyền hình thuộc thể loại telenovela của hãng truyền hình Rede Globo.

## Nội dung
Bộ phim là câu chuyện về cuộc đời nhà soạn nhạc Francisca Edwiges Neves Gonzaga (1847 - 1935) trứ danh của Brasil. Thường được biết đến với tên gọi Chiquinha Gonzaga, bà vừa là một nghệ sĩ dương cầm vừa là nữ nhạc trưởng đầu tiên trên thế giới, và cũng được biết đến với lý tưởng tự do chủ nghĩa của mình.
Xã hội Brasil trong giai đoạn nửa sau thế kỷ XIX vẫn còn tồn tại chế độ nô lệ, tệ phân biệt chủng tộc và nhiều lễ giáo trói buộc con người - đặc biệt là người phụ nữ. Ở thành phố cảng Rio de Janeiro, cô gái trẻ Chiquinha lấy chồng từ năm 16 tuổi. Đó là cuộc hôn nhân cưỡng ép không tình yêu do cha cô sắp đặt. Anh chồng Jacinto Ribeiro hơn Chiquinha nhiều tuổi, là sĩ quan Hải quân và thuộc dòng dõi quý tộc có thế lực. Jacinto rất yêu cô, song bản tính gia trưởng, độc đoán của Jacinto đã tước đoạt mất niềm đam mê lớn nhất của Chiquinha - âm nhạc. Trong tâm trí Jacinto luôn lẩn khuất những ý nghĩ lo sợ cuộc hôn nhân cưỡng ép có thể đổ vỡ bất kỳ lúc nào vì lý tưởng sống quá lớn của vợ mình. Anh ta tìm cách trói buộc vợ trong vai trò người phụ nữ dành cho gia đình, thậm chí không ngần ngại dùng những đứa con làm đầu mối giằng dữ Chiquinha.
Dầu vậy, sau cùng thì Chiquinha vẫn không do dự khi quyết định từ bỏ gã chồng ích kỷ để sống với tình yêu lớn của mình - chàng nhạc sĩ João Batista, một người đàn ông kém cô nhiều tuổi, cũng ngập tràn tư tưởng phóng khoáng và đang gặp rắc rối từ cuộc hôn nhân dang dở với cô vợ trẻ Suzette. Suzette hiện sở hữu một gia tài khá lớn.
Trong suốt quãng đời còn lại, Chiquinha Gonzaga say sưa tận hưởng niềm đam mê mãnh liệt dành cho âm nhạc và bà đã trở thành một trong những nhà soạn nhạc lớn nhất Brasil. Mối tình lãng mạn với João Batista như một biểu hiện của lý tưởng sống tự do, yêu tự do cháy bỏng.

## Ê-kíp
- Âm nhạc: Marcus Viana
- Biên tập: Felipe Lacerda
- Phục trang: Paulo Lóes
- Kỹ xảo hình ảnh: Jorge Banda, Paula Souto

| Diễn viên               | Thủ vai                                          |
| ----------------------- | ------------------------------------------------ |
| Regina Duarte           | Chiquinha Gonzaga                                |
| Carlos Alberto Riccelli | João Batista                                     |
| Gabriela Duarte         | Chiquinha Gonzaga (trẻ)                          |
| Danielle Winits         | Suzette (trẻ)                                    |
| Norton Nascimento       | Joaquim Calado (Joaquim Antônio da Silva Calado) |
| Tânia Bondezan          | Maria Isabel                                     |
| Solange Couto           | Rosa                                             |
| Christiana Guinle       | Aimée                                            |
| Haroldo Costa           | Raimundo                                         |
| Marcelo Mansfield       | Arnaud                                           |
| Guilherme Piva          | Carlos                                           |
| Fábio Junqueira         | Joãozinho                                        |
| Chica Xavier            | Inácia                                           |
| Adriana Lessa           | Feliciana                                        |
| Jorge Maia              | Zé da Bica                                       |
| Charles Myara           | Saldanha                                         |
| Sérgio Loroza           | Vassoura                                         |
| Rodrigo Mendonça        | José                                             |
| Eduardo Caldas          | Juca (con)                                       |
| Fernanda Azevedo        | Júlia                                            |
| Ludmila Rosa            | Marilda                                          |
| Luciana Faria           | Nara                                             |
| Gottsha                 | Dalva                                            |
| Paula Santoro           | Eliane                                           |
| Guilherme Bernard       | Pedro                                            |
| Bruno Telles            | João Gualberto                                   |
| Felipe Brito            | Zé Carlos (con)                                  |
| Ângela Leal             | Celeste                                          |
| Antônio Petrin          | João Castello                                    |
| Sebastião Vasconcelos   | Cônego Trindade                                  |
| Flávio Migliaccio       | Vaga-Lume                                        |
| Zezé Motta              | Conceição                                        |
| Marcello Novaes         | Jacinto                                          |
| Caio Blat               | Joãozinho (trẻ)                                  |
| Antônio Calloni         | Lopes Trovão                                     |
| Lavínia Vlasak          | Marie de Paris                                   |
| Carla Regina            | Alice                                            |
| Christine Fernandes     | Alzira                                           |
| Maurício Gonçalves      | José do Patrocínio                               |
| Haroldo Costa           | Raimundo                                         |
| Cláudia Lira            | Suzana                                           |
| Fernanda Muniz          | Mariana                                          |
| Daniela Escobar         | Amélia                                           |
| Murilo Rosa             | Amadeu                                           |
| Dira Paes               | Vitalina                                         |
| Ana Paula Tabalipa      | Ritoca                                           |
| Marcelo Mansfield       | Arnaud                                           |
| Fábio Junqueira         | Joãozinho                                        |
| Antônio Grassi          | Manuel                                           |
| Chica Xavier            | Inácia                                           |
| Emílio Orciollo Netto   | Jorge                                            |
| Neco Villa Lobos        | Castellinho                                      |
| Caio Junqueira          | João Gualberto                                   |
| Clarisse Abujamra       | Marina                                           |
| Guilherme Piva          | Carlos                                           |
| Adriana Lessa           | Feliciana                                        |
| Maria Ceiça             | Divina                                           |
| Carlos Casagrande       | Carlinhos                                        |
| Stella Rodrigues        | Geneviève                                        |
| Jorge Maia              | Zé da Bica                                       |
| Sérgio Loroza           | Vassoura                                         |
| Lara Córdula            | Maria da Cabimba                                 |
| Juliana Monjardim       | Emília                                           |
| Odilon Wagner           | Thiếu tá Basileu                                 |
| Taumaturgo Ferreira     | Paula Ney                                        |
| Flávio Migliaccio       | Vaga-Lume                                        |
| Marcello Novaes         | Jacinto                                          |
| Vera Holtz              | Dona Ló                                          |
| Ângela Leal             | Celeste                                          |
| Zezé Motta              | Conceição                                        |
| Suzana Vieira           | Suzette                                          |

## Hậu trường

### Ca khúc trong phim
Thể hiện: Gabriela Duarte
1. Lua Branca - Joanna
2. Machuca - Daniela Mercury
3. Não Venhas - Emílio Santiago
4. Romance da Princesa - Roberta Miranda
5. Menina Faceira - Paulinho Moska
6. Cordão Carnavalesco (Forrobodó) - Alcione
7. A Brasileira - Adriana Calcanhoto
8. Ô Abre Alas - Marlene, Ângela Maria và Emilinha Borba
9. A Corte Na Roça - Beto Guedes
10. Atraente - Edson Cordeiro
11. Maxixe da Zeferina - Beth Carvalho
12. O Que É Sympathia - Zé Ramalho
13. Santa - Zélia Duncan
14. Namorados da Lua - Milton Nascimento
15. O Namoro - Renato Teixeira
16. Corta Jaca - Marcus Viana và Maria Teresa Madeira
17. Um Novo Século - Marcus Viana (nhạc dạo)

### Sự kiện thú vị
- A minissérie se divide em duas fases, de 19 capítulos, cada uma. A primeira, com Gabriela Duarte, interpretando Chiquinha Gonzaga jovem. E a segunda, a partir do capítulo 19, com Regina Duarte, como Chiquinha Gonzaga, já em sua fase adulta.
- O ator Carlos Alberto Riccelli retornava às produções nacionais após quase uma década de ausência. Antes de Chiquinha Gonzaga, ele apenas tinha feito uma participação especial na primeira fase da novela A Indomada, em 1997. Diferentemente de Regina e Gabriela Duarte, seu personagem, João Batista, participou das duas fases da trama. No caso, houve um envelhecimento, do personagem.
- A minissérie marcou a estréia de Caio Blat, na TV Globo, como um jovem músico, também chamado João Batista, que se envolvia com Chiquinha Gonzaga (Regina Duarte). Um romance que deu o que falar, pela diferença de idade. Caio apareceu nos dois capítulos finais.
- A cidade cenográfica de Chiquinha Gonzaga foi reaproveitada, com os devidos ajustes, para a produção da novela Força de um Desejo, que estreou pouco depois após o fim da minissérie.
- Em abril de 2008, a minissérie foi lançada em DVD
- A minissérie foi reapresentada entre o 30 de junho de 2008 e 20 de agosto de 2008, em 38 capítulos, dentro do programa Faixa Comentada, no Canal Futura. Na reprise, houve entrevista com elenco, historiadores e diretores
- Durante a exibição de seus créditos finais, em 1999, e na sua reprise, em 2008, cantores famosos como Daniela Mercury, Fernanda Takai, Milton Nascimento cantavam músicas compostas pela maestrina
- Na reprise, após a exibiçao do último capítulo, foi exibido um especial sobre Chiquinha Gonzaga.